# Salamander 2
Salamander 2 (沙羅曼蛇 2) è un videogioco di tipo shoot'em up a scorrimento misto uscito in versione arcade nel 1996 ed è il seguito ufficiale di Salamander, pubblicato dieci anni prima dalla stessa Konami. Il videogioco si presenta con una difficoltà elevatissima e una grafica superba per gli standard dell'epoca. Il videogame ricalca molto il look del prequel, sono presenti quasi tutte le stesse armi e le voci campionate di quando si attiva un'arma (Laser, Power Up, Missile, ecc.).

## Modalità di gioco
Salamander 2 mantiene gli stessi parametri del predecessore, scorrimento ora orizzontale ora verticale, difficoltà estrema e tantissime armi disponibili. La giocabilità aumenta se due giocatori cooperano nella missione.

## Livelli e boss
L'azione di gioco si svolge su sei livelli: alla fine di ognuno dei primi cinque bisogna sconfiggere un boss, mentre nell'ultimo i boss sono due, da affrontare in successione.
- Livello 1: boss Biter
- Livello 2: boss Hydra
- Livello 3: boss Abadon
- Livello 4: boss Tenny Rop
- Livello 5: boss Plate Core
- Livello 6: boss Cerberus, poi boss finale Doom

## Curiosità
- Il testo in kanji nella schermata del titolo della versione giapponese si traduce in Sa Ra Man Da.
- King Records ha pubblicato la colonna sonora originale in edizione limitata di Salamander 2 nel 1996.
- È stato ripubblicato insieme al primo gioco all'interno della raccolta Salamander Portable per PlayStation Portable.